# Hofferia schmiedeknechti
Hofferia schmiedeknechti is een vliesvleugelig insect uit de familie Megachilidae. De wetenschappelijke naam van de soort is voor het eerst geldig gepubliceerd in 1889 door Schletterer.
Dit is de typesoort van het bijengeslacht Hofferia.